# Corydalis uranoscopa
Corydalis uranoscopa är en vallmoväxtart som beskrevs av M. Liden. Corydalis uranoscopa ingår i släktet nunneörter, och familjen vallmoväxter. Inga underarter finns listade i Catalogue of Life.